# PAW Patrol : La Pat' Patrouille
Pour le film (2021), voir La Pat' Patrouille : Le Film.
 (novembre 2020).
Si vous disposez d'ouvrages ou d'articles de référence ou si vous connaissez des sites web de qualité traitant du thème abordé ici, merci de compléter l'article en donnant les références utiles à sa vérifiabilité et en les liant à la section « Notes et références ».
* Ruben & Cie (en) (depuis 2023)
PAW Patrol : La Pat' Patrouille ou La Pat' Patrouille (PAW Patrol) est une série d’animation canadienne créée par Keith Chapman, produite par Spin Master (en) et Guru Studio, et diffusée depuis le 12 août 2013 sur Nickelodeon et sur TVOKids (en).
En Belgique, la série est diffusée depuis le 24 novembre 2013 sur Nick Jr. ; en France, depuis le 26 mars 2014 sur TF1 dans le programme TFOU et depuis le 5 janvier 2015 sur Nickelodeon Junior ; au Québec depuis le 13 septembre 2014 sur Télé-Québec ; en Suisse sur RTS Deux puis sur RTS Un.

## Synopsis
La série a pour cadre la ville de « La Grande Vallée » (« Adventure bay » en anglais) où se passent en majorité les épisodes de la Pat'Patrouille. La ville est située entre montagnes, plaines et mer.
Les personnages principaux forment une patrouille composée de 6 chiots : Marcus, Zuma, Ruben, Chase, Rocky et Stella. Elle est menée dans différentes aventures par Ryder, un jeune garçon de 11 ans.

## Personnages

### La Pat' Patrouille
| Nom original | Nom francophone | Race                          | Spécialité / Métier                | Super pouvoir | Puissance maximale                     | Particularité | Véhicule | Couleur dominante   |
| ------------ | --------------- | ----------------------------- | ---------------------------------- | --- | -------------------------------------- | --- | --- | ------------------- |
| Ryder        | Ryder           | Humain                        | Dirige la Pat Patrouille           | |                                        | | Quad, Hydroglisseur, Pat-Patrouilleur, Pat-Patrouilleur des Airs, Avion de patrouille pirate, Véhicule de sauvetage de la jungle, Véhicule de sauvetage des neiges, Bateau, Drone, Sous-marin... Ses numéros de véhicules sont les 01, 08, 10, 12, 13, 14, 15, 16, 17, 18...                                 |                     |
| Robot Dog    | Chien Robot     | Robot                         | Assistant de Ryder                 | |                                        | | Pat-Patrouilleur, Dino-Patrouilleur, Pat-Patrouilleur des airs, Bateau, Sous-marin... Ses numéros de véhicules sont les 08, 10, 12, 13, 14, 15, 16, 17, 18... | Blanc               |
| Chase        | Chase           | Berger allemand poil court    | Policier et espion                 | Super vitesse | Aboiement super puissant               | Allergique aux chats et aux plumes | Camion de police, Voiture d’espion, Scooter, Bateau a moteur de police. Son numéro de véhicule est le 02. | Bleu                |
| Marshall     | Marcus          | Dalmatien                     | Pompier et ambulancier             | Patte brulante | Super saut                             | Maladroit | Camion de pompier, Ambulance, 4x4 de pompier, Bateau à moteur de pompier. Son numéro de véhicule est le 03. | Rouge               |
| Rubble       | Ruben           | Bulldog anglais               | Construction                       | Super force | Super boule détruit-tout               | Ne pense qu'à la nourriture et a peur des araignées même des fantômes réel ou imaginaires | Camion de construction, Foreuse, Grue de construction, Camion de construction aquatique. Son numéro de véhicule est le 06. | Jaune               |
| Rocky        | Rocky           | Borderbull                    | Recyclage                          | Outils gigantesque | Vision rayon x                         | Peur de l'eau | Camion de recyclage, Grue de recyclage, Remorque aquatique, Camion de recyclage aquatique. Son numéro de véhicule est le 05. | Vert                |
| Zuma         | Zuma            | Labrador retriever (chocolat) | Sauvetage en mer                   | Vague avec patte | Grosse bulle                           | a peur des fantômes | Aéroglisseur, Sous marin, Scooter de mer, Hydroglisseur. Son numéro de véhicule est le 07. | Orange              |
| Skye         | Stella          | Cocker                        | Aviation                           | Tornade | Contrôle météo                         | A peur des aigles | Hélicoptère, Fusée, Drone, Hydravion. Son numéro de véhicule est le 04. | Rose                |
| Everest      | Everest         | Husky                         | Sauvetage en montagne              | Crache glace | ?                                      | aime 'le ventre-bogganing', glissant sur son ventre | Chasse-neige. Son numéro de véhicule est le 09. | Turquoise           |
| Tracker      | Tracker         | chihuahua                     | Explorateur dans la jungle         | Super ouïe | ?                                      | a peur du noir | Quad et 4x4 Jeep. Son numéro de véhicule est le 11. | Kaki                |
| Tuck         | Tuck            | Golden Retriever              | Super Héros                        | Peut rétrécir | ?                                      | Il aime jouer avec Ella pendant son temps libre. | Voiture qui se transforme en moto | Bleu ciel           |
| Ella         | Ella            | Golden Retriever              | Super Héroïne                      | Peut agrandir | ?                                      | Elle aime son frère Tuck et joue généralement avec lui quand ils ne travaillent pas. Elle l'appelle affectueusement frère et petit frère.                                                                    | Voiture qui se transforme en moto | Bleu ciel           |
| Rex          | Rex             | Bouvier Bernois               | Spécialiste des dinosaures         | Parle et comprend le langage des dinosaures | ?                                      | ne laisse rien le ralentir | Voiture tout-terrain. Son numéro de véhicule est le 19. | Azuré               |
| Wild Cat     | Chascadeur      | Chat Tigré Roux               | Cascadeur Chef des Superschats     | Peut faire des cascades en moto sans se blesser | Vitesse du guepard au sein des catpack | A peur des souris et des rongeurs | Moto Nouvelle moto dans la tribu des catpack. Son numéro de véhicule est le 21. | Blanc               |
| Liberty      | Liberty         | Teckel                        | Guide                              | Excellent sens de l'orientation dans Adventure City | ?                                      | Elle a un sens de l'humour impertinent, a tendance à être franc et se moque souvent des autres. | Scooter. Son numéro de véhicule est le 22. | Corail              |
| Shade        | Jade            | Tuxedo                        | Jaguar Membre des Superschats      | pouvoir de la furtivité, s'infiltrer sans faire de bruit |                                        | Aimerait être un jaguar Stratège techno Sait très bien escalader, peut marcher sur n'importe quelle surface sans tomber                                                                                      | voiture noire style jaguar | violet              |
| Leo          | Leo             | chat tigré                    | Lion membre des Superschats        | Il a la force du lion, peut pousser, tirer et porter des objets très lourds il a le rugissement du lion pour intimider les ennemis                                                                   |                                        | Aimerait être un lion | une jeep blanche, jaune et noire comme un lion | Jaune               |
| Rory         | Roxie           | British shorthair             | Tigre blanc membre des Superschats | Elle sait bondir comme un tigre et peut bondir d'un endroit à un autre Elle peut sauter sur à peu près n'importe quoi du haut des ponts, au bord des falaises mais aussi sur des objects qui bougent |                                        | Aimerait être un tigre blanc | une voiture noire, blanc et lumière bleue aux allures de tigre blanc | gris, bleu et blanc |
| Al           | Al              | Basset                        | Camionneur                         | Parle camionneur et a un excellent odorat | ?                                      | Al est également très déterminé, toujours prêt à faire tout ce qu'il faut pour aider et assurer la sécurité des gens                                                                                         | Camion. Son numéro de véhicule est le 23. | Gris                |
| Coral        | Coral           | Cockapoo (caniche, cocker)    | chien-sirene                       | Coral peut comprendre et traduire n'importe quel Mer-Pup, communiquer avec d'autres créatures marines en chantant et est un excellent explorateur de l'océan.                                        |                                        | Elle aime chanter et danser avec les autres Mer-Pups et jouer à des jeux avec les chiots à Adventure Bay. Ayant découvert qu'ils sont des cousins perdus depuis longtemps, elle aime le plus être avec Skye. | Le véhicule de Coral est un sous-marin sarcelle, argenté et violet en forme d'hippocampe, qui peut également se transformer en moto pour les déplacements terrestres. Le siège est situé sous la tête du cheval, qui peut souffler des bulles, comme le pup-pack de Coral. Son numéro de véhicule est le 24. |                     |
| Roxy         | Romy            |                               | Championne de tout terrain         | Elle Adore les cascades, s'amuse avec son tout terrain et aime les compétitions de maxi tout terrain                                                                                                 |                                        | Le véhicule de Romy est un tout terrain violet clair, qui a des penus à étoiles collantes et un bélier sur son capot, son numéro est le 26.                                                                  | |                     |

### Autres animaux
- Chickaletta (VF : Galinetta) poule
- Wally (VF : Maurice) Morse
- The Kitten Catastrophe Crew (VF : Les Chatons Qui Sèment La Pagaille) Chat
- Sweetie (VF : Vicky)
- Bettina : Vache
- Cali : chat
- Appollo
- Gabby
- Matti / Mandi
- Matea
- Maynard
- Little Hootie (VF : PtiBou)
- Arrby (VF : Arrty)
- Claw (VF : Croc)
- M. bout de chou (le copichat)
- Boomer
- Sourire (La souris de La Mini-Patrouille)
- Roucoco (Le coq de Victoire Victorieuse)
- Oscar et Olivia (Les autruches)
- Maman chien-sirène
- Bébé chien-sirène
- Le géant-panzé
- Le mini-panzé
- Braise (Le dragon de Croc)

### Les humains
- Le capitaine Horacio Turbot
- François Turbot
- Mayor Goodway (VF : Mme le Maire / Mme Goodway)
- Mayor Humdinger (VF : M. le Maire / M. Hellinger)
- Harold Humdinger (VF : Harold Hellinger)
- Katie
- M. Porter
- Alex Porter
- Farmer Yumi (VF : Mme Yumi) et Farmer Al (VF : M. Al)
- Jake
- Carlos
- Daring Danny X (VF : Danny X le Hardy)
- Madame Pie
- Trévis (l'explorateur)
- Hèlène G.T.
- Raimonndo
- Le conducteur du train
- Mlle Marjorie
- M. Wingnut (dans certains épisodes c'est M. Fouliche!)
- Mme Wingnut (dans certains épisodes c'est Mme Fouliche!)
- La Princesse de Barckingburg
- Clovis (contrôleur du point amovible)
- Le comte de Barckingburg (Monsieur Édouard)
- Le majordome de Barckingburg
- Ellga Hellinger (la mère de monsieur Hellinger)
- Taylor Turbot
- Le docteur Turbot
- Oncle Otis
- Gustavo
- Julius
- Julia (VF : Justina)
- Sid Laratisse (le pirate)
- Trisha La Gueparde
- Digi le robot
- Tal le robot
- Victoire Victorieuse
- Monsieur Hudson
- Zarrigan Haukeye
- Cassie
- Eddie
- Emmy

## Fiche technique
- Titre original : PAW Patrol
- Titre français : PAW Patrol : La Pat' Patrouille
- Titre québécois : La Pat' Patrouille
- Création : Keith Chapman
- Réalisation : Jamie Whitney, Charles E. Bastien
- Scénario : Ursula Ziegler-Sullivan, Kim Duran, James Backshall, Keith Chapman, Louise Moon, Scott Kraft, Al Schwartz, etc.
- Musique : James Chapple, Graeme Cornies, Brian L. Pickett, David Brian Kelly
  - Générique composé par Michael « Smidi » Smith et Scott Krippayne, et interprété par Scott Simons
- Production : Marilyn McAuley, Damian Temporale ; Keith Chapman, Laura Clunie, Jennifer Dodge, Ronnen Harary, Scott Kraft (exécutifs)
- Sociétés de production : Spin Master Studios, Nickelodeon Animation Studio

- Société de distribution : Nickelodeon Network
- Pays d'origine :  Canada
- Langue originale : Anglais
- Genre : Animation
- Format : Couleur - 1,78:1 - Son stéréo
- Durée : 22 minutes

- Nombre d'épisodes : plus que 281 (11 saisons)

- Dates de première diffusion :
  - Canada : 12 août 2013
  - Belgique : 24 novembre 2013
  - France : 26 mars 2014
  - Québec : 13 septembre 2014

- Classification : Jeunesse

## Distribution

### Voix originales
- Owen Mason (Saison 1-2), Elijha Hammill (Saison 3), Jaxon Mercey (Saison 4-S6), Joey Nijem (S6-S7) puis Beckett Hipkiss (Depuis la Saison 7) : Ryder
- Gage Munroe (Saison 1), puis Drew Davis (Saison 2-S5), puis Lukas Engel (Saison 6): Marshall (Marcus)
- Devan Cohen puis Keegan Hadley : Rubble (Ruben)
- Tristan Samuel puis Max Calinescu puis Justin Kelley : Chase
- Kallan Holley puis Lilly Bartlam : Skye (Stella)
- Stuart Ralston puis Samuel Faraci : Rocky
- Alex Thorne puis Carter Thorne : Zuma
- Berkley Silverman : Everest
- David Lopez : Tracker
- Ron Pardo : Cap'n Turbot (VF : Capitaine Turbot) / Mayor Humdinger (VF : Maire Hellinger) / Farmer Al (VF : Fermier Al)
- Peter Cugno : François Turbot
- Katherine Forrester : Katie
- Blair Williams : Mr. Porter
- Christian Distefano (Saison 1-S5) puis Wyatt White (Depuis la Saison 5) : Alex Porter
- Hiromi Okuyama (Saison 1) puis Stephany Seki (Depuis la Saison 2) : Farmer Yumi (VF : Fermière Yumi)
- Scott McCord : Jake
- Lucius Hoyos (Saison 2-S3), Jaiden Cannatelli (Saison 3-S7) puis Diego Rieger (Depuis la Saison 7) : Carlos
- Anya Cooke : Sweetie (VF : Vicky)

### Voix françaises
- Alexandre Nguyen : Ryder
- Leslie Lipkins : Marcus
- Céline Ronté : Ruben
- Audrey Sablé : Chase
- Lisa Caruso : Stella
- Nathalie Bienaimé : Rocky, Yumi la fermière, Marjorie
- Élodie Menant : Zuma
- Adeline Chetail : Everest, Katie, Astrid
- Martial Le Minoux : capitaine Horacio Turbot, Otis
- Donald Reignoux : François Turbot, Jake, Danny, Apollo
- Nathalie Homs : Mme Goodway
- Philippe Roullier : M. Porter, Al le fermier, Hellinger
- Clara Soares : Tuck
- Karl-Line Heller : Rex
- Charlotte Hennequin : Croc
- Olivier Podesta : Percy
- Fily Keita : Tracker
- Fanny Bloc : Alex Porter, Carlos
- Isabelle Volpe : Al
- Julien Baptist : interprète des génériques, Voix chantée de Ryder [12]
- Jean-Jacques Fauthoux, Edwige Chandelier, Léovanie Raud, Hanna Haglund : chœurs
- Benjamin Bollen, Barbara Delsol, Arnaud Denissel, Tony Marot : voix additionnelles

- Version française
  - Studios de doublage : Woods Media Group puis Lylo
  - Direction artistique : Martial Le Minoux (saisons 1 à 4) puis Philippe Roullier (depuis la saison 5)
  - Adaptation : Emilie Barbier, Estelle Simon, Aline Langel, Cécile Carpentier, Elena Regdosz, Jean-Jack Bréhier (dialogues), Edwige Chandelier (chansons)
  - Chargée de production : Delphine Richard
  - Techniciens : Gautier de Faultrier, Samuel Didi, Joaquim Proença, Elise Madec, Jean-Christian Viry

 Source et légende : version française (VF) sur RS Doublage

## Slogan de mission
- Chase : « Chase est sur le coup ! » / « Chase le super espion est sur le coup ! » (depuis la Saison 2) / « Chase est toujours prêt ! »
- Ruben : « Ruben met toujours la gomme ! » / « Je lance le chantier ! » / (Dans Pups Save A Lit) « La gomme va mettre Ruben ! Euh, Je veux dire...Ruben va mettre la gomme ! »
- Rocky : « Recycler c'est bien jouer ! » / « Recycler c'est mon domaine ! » / « Je suis toujours prêt à aider ! » / « Plutôt que de jeter, il faut recycler ! »
- Marcus : « Je suis tout feu tout flamme ! » / « Prêt pour un ouaf ouaf sauvetage ! (des fois il ajoute «au poil !»)»

- Zuma : « Prêt à plonger dans l'action ! » / « À vos marques, prêt, plongez ! »
- Stella : « Prête pour un petit tour dans les airs ! » / « Je suis parée au décollage ! »
- Everest : « Neige ou verglas, je suis toujours là ! » / « Neige ou glaçon, je suis prête pour l'action ! » / « Même en hors-piste, Everest est la spécialiste ! »
- Tracker : « Je suis tout ouïe ! » / « Mes oreilles sont de vrais radars ! »
- Tuck : « Grand ou petit, j'aide mes amis ! »
- Ella : « Voyons les choses en grand ! »
- Rex : « En route pour un dino-sauvetage ! »
- Chascadeur : « Chatastique ! » / « Je suis prêt à démarrer sur les chapeaux de roues ! »
- Al : « En cas d'urgence, j'accélère la cadence ! »
- Liberty : « En route pour l'aventure ! »
- Coral : « Je suis prête à vous aider sur terre et en haute mer ! »
- Léo : « J'en rugis de plaisir ! »
- Roxy : « Je saute sur l'occasion ! »
- Jade : « Je suis toujours prête à grimper ! »
- Romy : « Je pars toujours sur les chapeaux de roues !»

## Épisodes
| Saison | Saison   | Épisodes | États-Unis       | États-Unis        | Canada           | Canada            |
| Saison | Saison   | Épisodes | Début de saison  | Fin de saison     | Début de saison  | Fin de saison     |
| ------ | -------- | -------- | ---------------- | ----------------- | ---------------- | ----------------- |
|        | 1        | 26       | 12 août 2013     | 18 août 2014      | 27 août 2013     | 2 août 2014       |
|        | 2        | 26       | 13 août 2014     | 4 septembre 2015  | 27 août 2014     | 16 septembre 2015 |
|        | 3        | 26       | 20 novembre 2015 | 26 janvier 2017   | 28 novembre 2015 | 14 janvier 2017   |
|        | 4        | 26       | 6 février 2017   | 6 mars 2018       | 4 mars 2017      | 17 février 2018   |
|        | 5        | 26       | 6 février 2018   | 25 janvier 2019   | 7 avril 2018     | 9 mars 2019       |
|        | 6        | 26       | 22 février 2019  | 23 juillet 2021   | 18 mai 2019      | 22 février 2020   |
|        | 7        | 26       | 27 mars 2020     | 7 mai 2021        | 2 mai 2020       | 10 avril 2021     |
|        | 8        | 24       | 2 avril 2021     | 3 juin 2022       | 22 mai 2021      | 7 mai 2022        |
|        | 9        | 26       | 25 mars 2022     | 31 juillet 2023   | 14 mai 2022      | 22 avril 2023     |
|        | 10       | 26       | 10 juillet 2023  | TBA               | 27 mai 2023      | TBA               |
|        | Spéciaux | 3        | 12 novembre 2018 | 25 septembre 2020 | 6 octobre 2018   | 25 septembre 2020 |

## Films
Un film intitulé La Pat' Patrouille : Le Film (Paw Patrol : The Movie) sort en 2021, suivi en 2023 de La Pat' Patrouille : La Super Patrouille, le film (Paw Patrol : The Mighty Movie), et un 3e opus est prévu pour 2026.

## Autres médias

### Jeux-vidéo
- Pat’Patrouille à la rescousse d’Adventure City[16]

## Production
Keith Chapman, le créateur de la série, est également à l’origine de Bob le bricoleur et Fifi et ses floramis.
Un spin off à la série Ruben & Cie (en) (depuis 2023) sort aux États-Unis en fevrier 2023. Il est centré sur Ruben et sa famille qui accomplissement des missions de construction dans Bricoville.